# ニューグローヴ世界音楽大事典

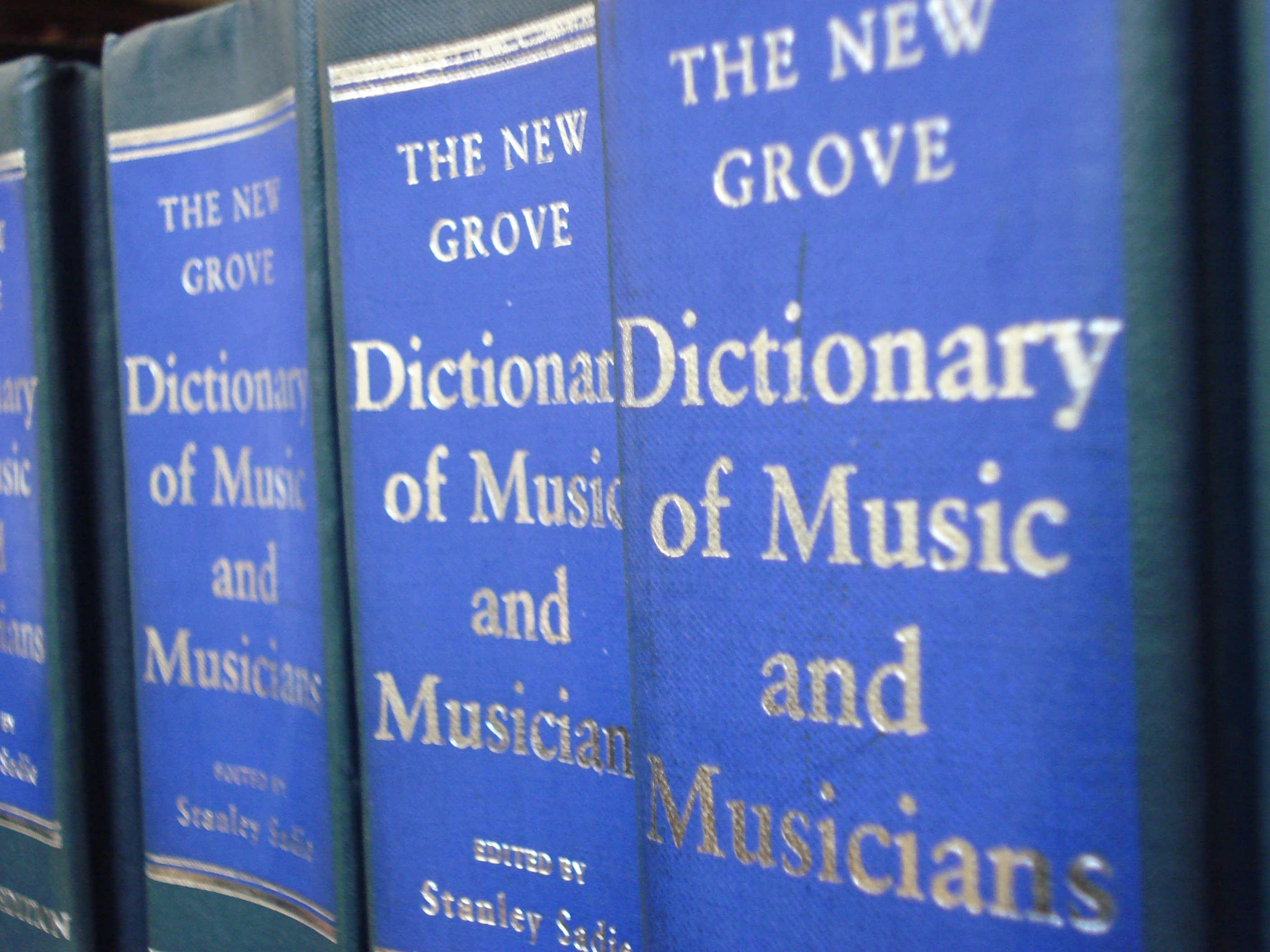
ニューグローヴ世界音楽大事典

ニューグローヴ世界音楽大事典（ニューグローヴせかいおんがくだいじてん、The New Grove Dictionary of Music and Musicians）は、音楽と音楽家に関する百科事典である。これはドイツ語による「音楽の歴史と現在」とともに、西洋の音楽について扱った最大の参考文献の一つである。元来「音楽と音楽家に関する事典 A Dictionary of Music and Musicians」として出版され、後に「音楽と音楽家に関するグローヴの事典 Grove's Dictionary of Music and Musicians」となり、19世紀から数度の改訂を重ね広く使用されている。近年では電子版が「グローヴ・ミュージック・オンライン Grove Music Online」として利用可能となっており、「オックスフォード・ミュージック・オンライン Oxford Music Online」の中で重要な位置を占めている。

## 音楽と音楽家に関する事典
初版はジョージ・グローヴ編、最終巻にはジョン・メイトランドの付録付きで4巻（1878年、1880年、1883年、1889年）が出版された。索引はエドマンド・ウッドハウス（Edmund Wodehouse）が編集し、別冊として1890年に出版された。1900年に必要になった図版への細かな修正を施し、全巻が再発行された。この際、索引は第4巻に付けられた。初版と再版は現在オンラインで無料で閲覧できる。グローヴは、1450年から始めてその当時までの年表を作成した。

## 音楽と音楽家に関するグローヴの事典
第2版（Grove II）は全5巻で、メイトランドが編集して「音楽と音楽家に関するグローヴの事典」として1904年から1910年にかけて出版した。第2版の各巻は再版を重ねた。「アメリカ人補遺 American Supplement」がワルド・セルデン・プラット（Waldo Selden Pratt）とチャールズ・ボイド（Charles N. Boyd）によって編まれ、1920年に付け足された。この版では初版にあった1450年という年表開始年月の制限を取り去ったが、それでもそれ以前の重要な作曲家や音楽理論の記述がなされないままであった。第2版も現在ではオンラインで無料にて入手可能である

第3版（Grove III）も全5巻で、第2版の拡大版であった。ヘンリー・コールズが編集し、1927年に出版された。
第4版（Grove IV）もコールズの編集で、1940年に全5巻で出版された（いくつか修正を施した第3版の再版である）。「アメリカ人補遺」に加え、マクミラン社（MacMillan）からコールズ編の「補巻 Supplementary Volume」がニューヨークとロンドンで出版されている。
第5版（Grove V）は全9巻で、エリック・ブロムの編集で1954年に刊行された。これはグローヴ事典のそれまで最大の刷新であり、多くの記事がより現代風に書き改められ、新規記事も多く書き加えられた。多くの記事はブロム自身が書いたものか、もしくは翻訳したものであった。大半をブロムが記した追加の補巻が1961年に出版されている。なお、ブロムは1959年に死去しており、補巻を完成させたのはデニス・スティーヴンスであった。第5版は1966年、1968年、1970年、1973年、1975年に増刷されている。

## ニューグローヴ

### 第1版
次の版が1980年に世に出た際、名称は「ニューグローヴ世界音楽大事典 The New Grove Dictionary of Music and Musicians」と改められ、大きく拡大されて全20巻、記事数22,500、伝記数16,500となった。主編集者はスタンリー・セイディで、出版に際してはナイジェル・フォーチュンが主要な編者として貢献した。
この版は微修正を施しながら、1982年と1983年を除いて1995年まで毎年再版された。1990年代半ばには、全巻セットが2,300ドルで販売されていた。1995年に再版された紙表紙版は500ドルだった。その時点で、編集者たちは1980年版の誤謬の修正よりも次の版に集中することを決めていたようである。
- ISBN 0-333-23111-2 – ハードカバー
- ISBN 1-56159-174-2 – 紙表紙
- ISBN 0-333-73250-2 – 英国特別版
- ISBN 1-56159-229-3 – 米国特別版

### スピンオフ
「ニューグローヴ事典」の項目の中には、特定の事項について少量の組や個別の本として出されているものもある。これらで典型的なのは、個人や集団の作曲家に関して更新、加筆された項目、全4巻からなるアメリカ音楽事典（1984年）、全3巻からなる楽器事典（1984年）、そして「新グローヴオペラ事典」（セイディ編）である。

### 第2版
第2版はこのタイトルのまま、2001年に全29巻で刊行された。この版はグローヴ・ミュージック・オンラインという名前で、インターネットで購読できるようになった。編者はスタンリー・セイディで、編集長はジョン・タイレルである。CD-ROM版のリリースも予定されていたが、計画は実現しなかった。セイディは前書きにこう記している。「この版で一番大きく変わったことは、20世紀の作曲家を網羅したことです。」
この版には大量に誤植や事実の誤記があり、批判に晒されることがある。誤りの中には学生に校正させたことが原因とされるものがあるが、学生を編集スタッフとして雇ったという事実はない。ストラヴィンスキーの作品一覧とワーグナーの参考文献一覧に脱落があったために、2巻が修正版として再版された。オンライン版も、図表が本文とは別の個所に離れて掲載されていることなどで批判の対象となっている。
- ISBN 0-333-60800-3 – 英国版
- ISBN 1-56159-239-0 – 米国版 (cloth: alk.paper)

## 日本語訳
- 日本語版『ニューグローヴ世界音楽大事典』（柴田南雄・遠山一行総監修）

1993年から1995年にかけ講談社で出版。21冊および別巻2の全23巻での構成

## オンライン版
現在、「グローブ音楽事典」の全巻がグローヴ・ミュージック・オンラインで購読可能である。オンライン版は幾度にもわたる改訂を経ており、また新規項目も加えられている。29巻の事典本編に加え、オンライン版では全4巻の「ニューグローヴオペラ事典」と全3巻の「ニューグローヴジャズ事典（バリー・カーンフェルド編）の総計50,000の記事が追加されている。
この事典は元来マクミラン社から刊行されていたが、2004年にオックスフォード大学出版局に売却された。オンライン版は、2008年からオックスフォード大学出版局のより大きな研究ツールである「オックスフォード・ミュージック・オンライン」の基礎として機能している。個人や教育目的で購入できるほか、世界中の多くの提携図書館で利用可能である。

## 現状
この事典は英語を理解できる者が音楽のトピックに関して研究を始めたり情報を探したりする場合に、大抵の場合音楽学の最初の参考文献となり得るものである。事典がカヴァーする範囲と膨大な伝記の数々は、あらゆる学者にとって大きな価値を有するものである。
紙媒体のものは1,100ドルから1,500ドルであるが、グローヴ・ミュージック・オンラインの年間購読料は、2009年10月23日時点では285ドルである。

## 内容
2001年版の収録内容は以下の通りである。
- 記事数 全29,499本
  - 完全な新規項目 5,623本
- 作曲家、演奏家、音楽に関する作家の伝記 20,374本
  - 96本が劇場支配人に関する内容
- 形式、用語、ジャンルに関する記事 1,465本
  - 283本が概念に関する内容
- 地域、国、都市に関する記事 805本
  - 580本が古楽、教会音楽に関する内容
  - 1,327本が世界の音楽に関する内容
  - 1,221本がポピュラー音楽、軽音楽、ジャズに関する内容
- 楽器、楽器メーカー、演奏法に関する記事 2,261本
  - 89本がアコースティックの楽器に関する内容
- 印刷、出版に関する記事 693本
  - 174本が記譜法に関する内容
  - 131本が楽譜に関する内容

## ユーモア
この事典には実在しない人物が登場する。
ダグ・ヘンリク・エスルム＝ヘレルプ（Dag Henrik Esrum-Hellerup）1980年版に悪ふざけとして登場した。エスルム＝ヘレルプの姓はデンマーク、コペンハーゲンの郊外に位置する村の名前に由来する。この記事を執筆したのはロバート・レイトン（Robert Layton）である。うまく百科事典に潜り込むことができたものの、エスルム＝ヘレルプが登場するのは初版だけとなった。すぐにいたずらだとバレてしまい、記事は除去されて余ったスペースには図表が挿入された。1983年にデンマークのオルガニストであるヘンリー・パルスマー（Henry Palsmar）が、コペンハーゲンの歌唱学校である聖アンネ高校の教え子を集めてアマチュアの合唱団を立ち上げ、エスルム＝ヘレルプ合唱団を名づけた。
グリエルモ・バルディーニ（Guglielmo Baldini）は、1980年版にいたずらで登場した作曲家の名前である。エスルム＝ヘレルプとは異なり、バルディーニはその時に創られた人物ではない。彼の名前と伝記は、約100年前に著名なドイツの音楽学者であるフーゴー・リーマンが創作したものである。「ニューグローヴ事典」でのバルディーニの記事は、「フライブルク教区の歴史アーカイブ Archiv fur Freiburger Diozesan geschichte」と思われるような形式の論文が架空の出典となって示されている。うまく百科事典に入り込めたが、バルディーニが登場するのは初版だけとなった。すぐにいたずらだとバレてしまい、記事は除去された。
共同執筆者によって、1980年版用に書かれた音楽のごろ合わせと辞書的ユーモアに溢れた7つのパロディ記事が、1981年2月のミュージカル・タイムズ紙に掲載されている。ここでもスタンリー・セイディが編集者を務めていた。これらの記事は実際に事典に載ることはなかった。
- Brown, 'Mother' (Mary) (b 1550; d Wapping 3 Jan 1611)
- Ear-flute
- Hameln [Hamelin]
- Khan't, Genghis (Tamburlaine) (b Ulan Bator, c1880; d New York, 22 Nov 1980)
- Stainglit (Nevers), Sait d'Ail (fl Middle Ages) – i.e. 'Stanley Sadie', following the example of Luis van Rooten
- Toblerone
- Verdi, Lasagne ['Il Bolognese'] (b Bologna, 10 Oct 1813; d Naples, 15 March 1867)